# Jamsetji Tata
Jamsetji Nusserwanji Tata (Navsari (Baroda), 3 maart 1839 – Bad Nauheim, 19 mei 1904) was een Indiaas pionier en industrieel die aan de wieg stond van het grootste Indiase conglomeraat, Tata-groep. In Nederland is dit bedrijf algemeen bekend door het dochterbedrijf Tata Steel IJmuiden. Hij wordt gezien als de vader van de Indiase industrie.
Tata werd geboren in de prinselijke staat Baroda, in een Parsi Zoroastrische familie.

## Jeugd
Jamsetji Nusserwanji Tata (ook wel Jamshedji, Jamsedji) was een zoon van Nusserwanji en Jeevanbai Tata en werd geboren in Navsari, een stad in het zuiden van wat in de 21e eeuw Gujarat heet. Zijn vader, Nusserwanji, was de eerste zakenman in een familie van Parsi Zoroastrische priesters. Hij brak met de traditie om het eerste lid van zijn familie te zijn om het bedrijfsleven in te gaan. Hij richtte een exportbedrijf op in Bombay.
Jamsetji Tata kwam op 14-jarige naar zijn vader in Mumbai en zette zijn opleiding voort aan het Elphinstone College, waar hij afstudeerde als 'Green Scholar'. Hij trouwde met Hirabai Daboo, terwijl hij nog studeerde en studeerde af van de universiteit in 1858 om vervolgens bij zijn vaders handelsonderneming aan de slag te gaan. Het was een turbulente periode om in zaken te zijn, aangezien de Indiase Opstand van 1857 net door de Britse overheid was neergeslagen.
Tata reisde regelmatig naar het buitenland; voornamelijk naar Engeland, de Verenigde Staten, continentaal Europa, China en Japan om lokale vertegenwoordigingen voor zijn vaders bedrijf op te zetten.

## Zaken

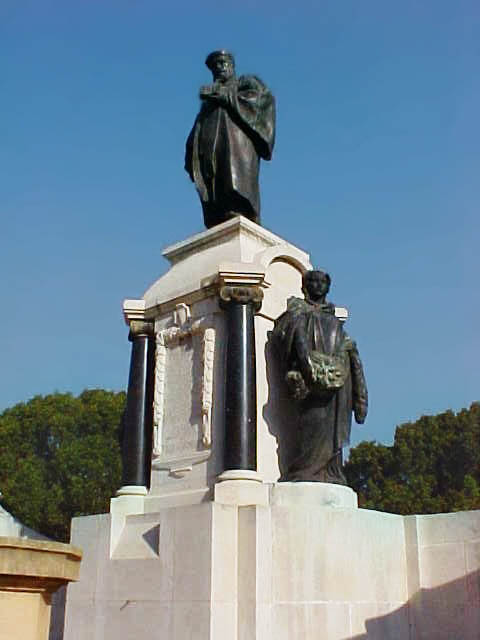
Standbeeld van J. N. Tata (boven) bij het Indian Institute of Science, Bengaluru

Tata werkte in het bedrijf van zijn vader tot hij de leeftijd van 29 bereikte. Hij richtte in 1868 een handelsonderneming op met een kapitaal van ₹21,000 (Indiase roepie, equivalent van ₹52 miljoen in 2015). Hij kocht in 1869 een failliete oliemolen bij Chinchpokli en bouwde deze om tot een katoenmolen, die hij hernoemde tot Alexandra Mill. Hij verkocht de molen twee jaar later met winst en zette in 1874 een nieuwe katoenmolen op bij Nagpur, die hij doopte tot Empress Mill, toen koningin Victoria werd uitgeroepen tot keizerin van India op 1 januari 1877.
Tata had vier doelen in zijn leven: het opzetten van een ijzer- en staalbedrijf, een educatieve instelling van wereldklasse, een uniek hotel en een waterkrachtcentrale. Hij wist alleen het oprichten van een hotel tijdens zijn leven te verwezenlijken. Op 3 december 1903 werd het Taj Mahal Hotel aan de kade van de Colaba in Bombay geopend, voor een prijs van ₹11 miljoen (equivalent van ₹11 miljard anno 2015). Op dat moment was het Taj Mahal Hotel het enige hotel in India dat de beschikking had over elektriciteit.
Het werk van zijn opvolgers leidde tot de verwezenlijking van zijn andere drie doelen:
- Tata Steel (voorheen TISCO – Tata Iron and Steel Company Limited) was opgericht door Jamsetji en is het grootste staalbedrijf van India. Na de aankoop van Corus Group is het met een jaarlijkse productie van 28 miljoen ton staal het vijfde staalbedrijf wereldwijd.[5]
- Indian Institute of Science in Bengaluru is een van de vooraanstaande Indiase instellingen op het gebied van onderzoek en onderwijs in de exacte en toegepaste wetenschappen.
- Tata Hydroelectric Power Supply Company, later hernoemd tot Tata Power, is anno 2015 de grootste private energieproducent van India met een capaciteit van meer dan 8000 MW.

## Persoonlijk leven

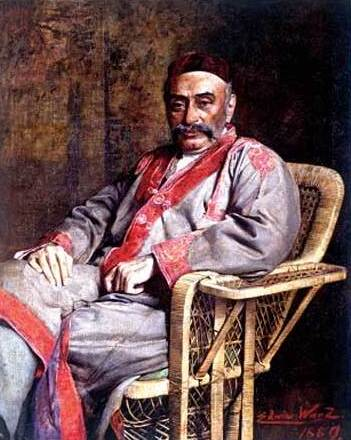
Tata geschilderd door Edwin Arthur Ward (1860-1933)

Tata trouwde in zijn studententijd met Hirabai Daboo. Hun zoons, Dorabji Tata and Ratanji Tata, volgden hem op als voorzitter van de Tata-groep.
Tata's verre, geadopteerde neef Ratanji Dadabhoy Tata, speelde een belangrijke rol in de oprichting van Tata-groep. Zijn zus Jerbai trouwde met een handelaar uit Bombay. Haar zoon Shapurji Saklatvala was verantwoordelijk voor het zeker stellen van kolen en erts in de regio's Bihar and Orissa. Saklatvala verhuisde later naar Engeland om Tata's kantoor in Manchester te besturen en werd later als communist lid van het Britse Parlement.
Tijdens een zakenreis naar Duitsland in 1900 werd Tata ernstig ziek. Hij overleed op 19 mei 1904 in Bad Nauheim en werd op een Parsi afdeling van de Brookwood begraafplaats in Woking (Engeland) begraven.
- Gemeinsame Normdatei: 143291378
- International Standard Name Identifier: 0000 0001 1045 9243
- Library of Congress Control Number: n89253023
- Nationale Bibliotheek van Israël: 987007322035005171
- SNAC: w6hz1jj9
- Système universitaire de documentation: 094531129
- Virtual International Authority File: 23736588
- WorldCat: E39PBJtcG4j7rjKBrhGKx4MVmd